# Association des explorateurs de l'espace
Pour les articles homonymes, voir ASE.
L'Association des explorateurs de l'espace (en anglais : The Association of Space Explorers ou ASE) est une association à but non lucratif dont les membres sont exclusivement composés de personnes ayant volé dans l'espace.
Elle a été fondée en 1985 par l'astronaute américain Russell Schweickart, et compte en 2008 environ 300 membres, de plus de 30 nationalités différentes.
Cette organisation travaille à la promotion de l'exploration spatiale, et de la science, de l'ingénierie, et de la protection environnementale qui y sont liées.